# Julián Palacín Fernández
Julián Palacín Fernández (Ciudad de Santa Fe, Argentina, 31 de marzo de 1951-20 de agosto de 2022) fue un abogado argentino nacionalizado peruano. Fue presidente del Instituto Peruano de Derecho Aéreo (IPDA) en Lima, Perú y fue socio del Estudio Jurídico Julián Palacín Abogados.

## Educación
Desde 1956 a 1963 realizó sus estudios escolares en la Escuela Juan José Paso de la República Argentina.
En 1964 se trasladó a Lima desde 1964 a 1969, en donde completó sus estudios secundarios en el Colegio San Agustín de San Isidro.
En 1970, ingresó a la carrera de Derecho en la Facultad de Ciencias Jurídicas y Sociales de la Universidad Nacional del Litoral (UNL) de Santa Fe, Argentina, en donde se forjó con los conocimientos de la doctrina santafesina de derecho de la navegación, que seguía a la Escuela Napolitana Marítima y Aérea, egresando el 26 de noviembre de 1976 con el título de abogado que revalidó en 1977 en la Universidad la Universidad Nacional Mayor de San Marcos en Lima, Perú.

## Trayectoria profesional en el sector público del Perú
Se incorporó en 1977 al Colegio de Abogados de Lima, con Registro CAL 07633 donde fue distinguido como miembro de las sucesivas Comisiones Consultivas de Derecho Aeronáutico, del Espacio y de la Aviación Comercial hasta alcanzar la presidencia de dicha Comisión, cargo que desempeñó en diferentes periodos.
El 24 de enero de 1983 fue designado por Resolución Ministerial N° 001-83-TC/VMT asesor en Derecho Aéreo del Ministro de Transportes y Comunicaciones del Perú, Arq. Carlos Pestana Zevallos.
El 9 de febrero de 1983 fue designado por Resolución Ministerial N° 0002-83-TC/VMT, miembro del Comité Consultivo de Aeronáutica Civil del Ministerio de Transportes del Perú.
El 28 de febrero de 1983 fue designado por Resolución Ministerial N° 0011-83-TC/VMT, representante del 33 % de las Acciones del Estado Peruano en la Corporación Peruana de Aeropuertos y Aviación Comercial - CORPAC.
El 5 de agosto de 1983 mediante Resolución Suprema 0080-83-TC/AE del Presidente de la República del Perú Fernando Belaúnde Terry, se le designó como Miembro de la Comisión de Juristas especializado en Derecho Aéreo para formular un Proyecto de Política Aérea Internacional del Perú y dentro del seno de esta Comisión en ejecución de la citada Resolución Suprema, fue designado presidente.
El 14 de junio de 1984, mediante Resolución Suprema 152-84-ITI/DM-OGA, el Presidente de la República del Perú lo designa asesor de la Alta Dirección del Ministerio de Industria y Turismo del Perú.
El 16 de agosto de 1984, mediante Resolución Ministerial 348-84/ITI-DM fue designado como representante del Ministerio de Industria y Turismo ante la Comisión de Convenios y Acuerdos Internacionales y Junta de Estudios de Política Aeronáutica del Perú creada por Resolución Suprema 0236-82-PCM y encargada con el Secretario General de Relaciones Exteriores José Carlos Mariátegui de las reuniones de Coordinación para emitir opinión técnica del documento elaborado por la Cancillería peruana respecto a las relaciones aéreas Perú y Estados Unidos.
Por designación del ministro de Transportes del Perú FONAFE fue designado Presidente de la Corporación Peruana de Aeropuertos y Aviación Comercial CORPAC el 18 de septiembre de 2002, cargo que desempeñó hasta mayo de 2003.
En septiembre de 2002 mediante Resolución Ministerial fue nombrado asesor del Ministro de Transportes y Comunicaciones del Perú.
El 25 de mayo de 2004 mediante Resolución Ministerial 0397-RE fue designado asesor de Alta Dirección de Asuntos Aéreos del Ministerio de Relaciones Exteriores del Perú.

## Trayectoria académica
Se inició en la cátedra universitaria en 1984 dictando el curso de Derecho Marítimo y Aéreo en la Facultad de Derecho y Ciencias Políticas de la Universidad Inca Garcilaso de la Vega de Lima, Perú. 
En 1991, enseñó Derecho Aeroespacial en la Universidad de Lima. 
Entre 1989 y 1995, fue profesor principal del Curso de postgrado en Derecho Aéreo y Espacial, que se realizó por convenio entre la Unidad de postgrado en Derecho de la Facultad de Derecho y Ciencia Política de la Universidad Nacional Mayor de San Marcos; el Colegio de Abogados de Lima; el Instituto Peruano de Derecho Aéreo (IPDA); y la Comisión Interamericana de Juristas Expertos en Derecho Aéreo y Espacial (CIJEDAE), en Lima, Perú. 
En 1996, fue invitado por la Universidad Complutense de Madrid en España a exponer el tema "Régimen Jurídico de la Aeropolítica Iberoamericana", y ese mismo año dictó una conferencia en el Real Colegio de Estudios Superiores de María Cristina en San Lorenzo de El Escorial de la Universidad Complutense de Madrid sobre el tema "Las relaciones aéreas internacionales del Perú con miras al siglo XXI". 
En 2003, se desempeñó como profesor del Master "Sistemas Aeroportuarios" de la Universidad Politécnica de Madrid, España con la Conferencia "El Rol de los Aeropuertos en el Desarrollo del Turismo Internacional" en la Escuela Técnica Superior de Ingenieros Aeronáuticos en Madrid, España. Ese mismo año dictó una conferencia en México a los alumnos del diplomado internacional en ingeniería de aeropuertos ASA-IPN-OACI organizado por la empresa estatal de Aeropuertos y Servicios Auxiliares (ASA) de México. Más adelante, también en el 2003, la Universidad San Martín de Porres lo invitó como expositor en el ciclo de "Conferencias Magistrales-Año Académico 2003", donde expuso el tema "Seguridad de los aeropuertos".
En 2007, la Escuela Superior de Guerra Aérea de la Fuerza Aérea del Perú (FAP), lo convocó como profesor de la asignatura de Derecho Aeroespacial para el curso de alto mando de la Escuela Superior de Guerra Aérea en la Escuela de Gobernabilidad de la Universidad San Martín de Porres.
En 2010, fue el profesor principal del diplomado de Derecho Aeronáutico y Espacial del Colegio de Abogados de Lima (CAL).
Ha intervenido como expositor invitado en congresos nacionales e internacionales de juristas expertos en Derecho Aéreo y Espacial, llevando el pensamiento jurídico de la doctrina peruana de Derecho Aéreo a Argentina, Brasil, Bolivia, Colombia, Uruguay, Venezuela, Honduras, Guatemala, Costa Rica, Panamá, Cuba, República Dominicana, México y España.
El 8 de julio del 2021, mediante Resolución Directoral, se asignó al aeródromo de Pacasmayo el nombre de "Julián Palacín Fernández".

## Libros publicados
- Curso de Post Grado en Derecho Aéreo y Espacial, Tomo I (626 páginas) y Tomo II (872 páginas). Argentina. Abeledo Perrot. 1991.
- Curso de Post Grado en Derecho Aéreo y Espacial, Tomo II (800 páginas). CIJEDAE. 1992.
- Curso de Post Grado en Derecho Aéreo y Espacial, Tomo III (680 páginas). Argentina. Abeledo Perrot. 1992.
- La OACI y la CLAC en el Desarrollo del Transporte Aéreo en la Región (600 páginas). Argentina. Abeledo Perrot. 1994.
- Política Aérea Federal Argentina (568 páginas). Cámara de Diputados de la Provincia de Buenos Aires, Argentina. 1994.
- Línea aérea de bandera de bajo costo (680 páginas). Perú. Aeronoticias. 2011.

## Conferencias
- "Líneas Aéreas Low Cost en el Desarrollo del Turismo Receptivo y Transporte de Carga". Facultad de Ciencias Jurídicas y Sociales de la Universidad Nacional del Litoral. Santa Fe. Argentina. 2015.[9]
- "Las Relaciones Internacionales del Perú Rumbo al bicentenario, Globalización Financiera y Horizonte Minero". Hotel Country Club. San Isidro. Lima. Perú. 2015.[10]
- "Soberanía y Geopolítica". Grupo Basadre. Lima. Perú. 2016.[11]
- "Geopolítica del Perú en el Espacio Aéreo y en el Ultraterrestre". CAL. Lima. Perú. 2016.[12]
- "Segunda pista del Aeropuerto Internacional Jorge Chávez". CAL. Lima. Perú. 2017.[13]
- "La Política de Cielos Abiertos". Universidad ESAN. Lima. Perú.[14]
- "Soberanía en el Espacio Aéreo". ADECAEM. Lima. Perú. 2013.[15]
- "Bases para lograr una low-cost en la Amazonía Peruana". Congreso de la República del Perú. Lima. Perú. 2017.[16]
- "Soberanía y geopolítica aerocomercial del Perú". Universidad Privada de Tacna. Tacna. Perú. 2016.[17]
- "Conferencia Derecho Aeronáutico". Escuela Profesional de Ciencias Aeronáuticas de la Universidad San Martín de Porres. Lima. Perú. 2016.[18]
- "Rol de los Colegios de Abogados del Perú en la Ética Profesional". Colegio de Abogados de ICA. Ica. Perú. 2015.[19]
- "La Actual Situación Energética y Petrolera Mundial en el Siglo XXI". Ministerio de Relaciones Exteriores. Lima. Perú. 2012.[20]
- "Régimen Jurídico de los Accidentes de Aviación Civil a nivel Internacional". Palacio de Justicia de Lima. Lima. Perú. 2012.[21]
- "La Línea Aérea de Bandera".  Universidad Tecnológica del Perú. Lima. Perú. 2011.[22]
- "Proyecto Ley sobre creación de la Línea Aérea de Bandera". Congreso de la República del Perú. Lima. Perú. 2009.[23]
- "Aeropuerto Internacional de Chinchero y futuro Económico Social del Cusco”. Lima. Perú.

## Publicaciones
- "Violación del Espacio Aéreo e Interceptación de Aeronaves" (79 páginas). Publicado para el "Seminario de Actualización en Derecho Aéreo y Espacial". Escuela de Aeronáutica Civil de Panamá.[24] 1994.
- "Política de Transporte Aéreo Internacional" (199 páginas). Publicado en la IX Reunión Pública Internacional de la Comisión Interamericana de Juristas Expertos en Derecho Aéreo y Espacial (CIJEDAE). Panamá. 1994.
- "I Jornada Federalista de Políticas Aéreas provinciales" (543 páginas). Publicado por la  Cámara de Diputados de la Provincia de Buenos Aires. Argentina. 1994.